# Cláudio Deodato
Cláudio Norberto Deodato (São Paulo, 27 de agosto de 1947 — Rio de Janeiro, 11 de setembro de 2011) foi um futebolista brasileiro que atuava como lateral-direito.

## Carreira
Revelado pelo São Paulo, chegou a defender a Seleção Brasileira em duas partidas em 1968. ficou no Tricolor paulista até 1971, quando perdeu espaço após a chegada de Pablo Forlán, e foi contratado pelo Náutico.
Em 1972, defendeu o Atlético Paranaense no primeiro semestre e o Vitória no segundo.
Retornou ao clube paranaense em 1973, permanecendo até o ano seguinte, voltando ao Vitória em 1975 e encerrando a carreira no clube baiano, em 1977.
Após aposentar-se, trabalhou no comércio de varejo, chegando a ser diretor de um hipermercado.